# デレク・リッグス
デレク・リッグス（Derek Riggs, 1958年2月13日 - ）は、イングランド出身のイラストレーター、アートデザイナー。
HR/HMバンド・アイアン・メイデンのアートワークで知られる。

## 略歴
1958年2月13日、イングランドのハンプシャー州ポーツマス生まれ。
青年期に美術学校に入校したが、学校の方針と合わず早々に退学した。その後は独学で絵画を学ぶ。
1980年、HR/HMバンド「アイアン・メイデン」の、デビューアルバムからカバーアートを担当して知名度を広め、ビジュアルイメージを確立した。
1990年代初頭から暫く、アイアン・メイデン等のアートワークを離れていたが、2000年前後からまた活動が活発になった。3Dモデリングや写真加工も取り入れるようになり、活動の幅を広げている。

## 実績

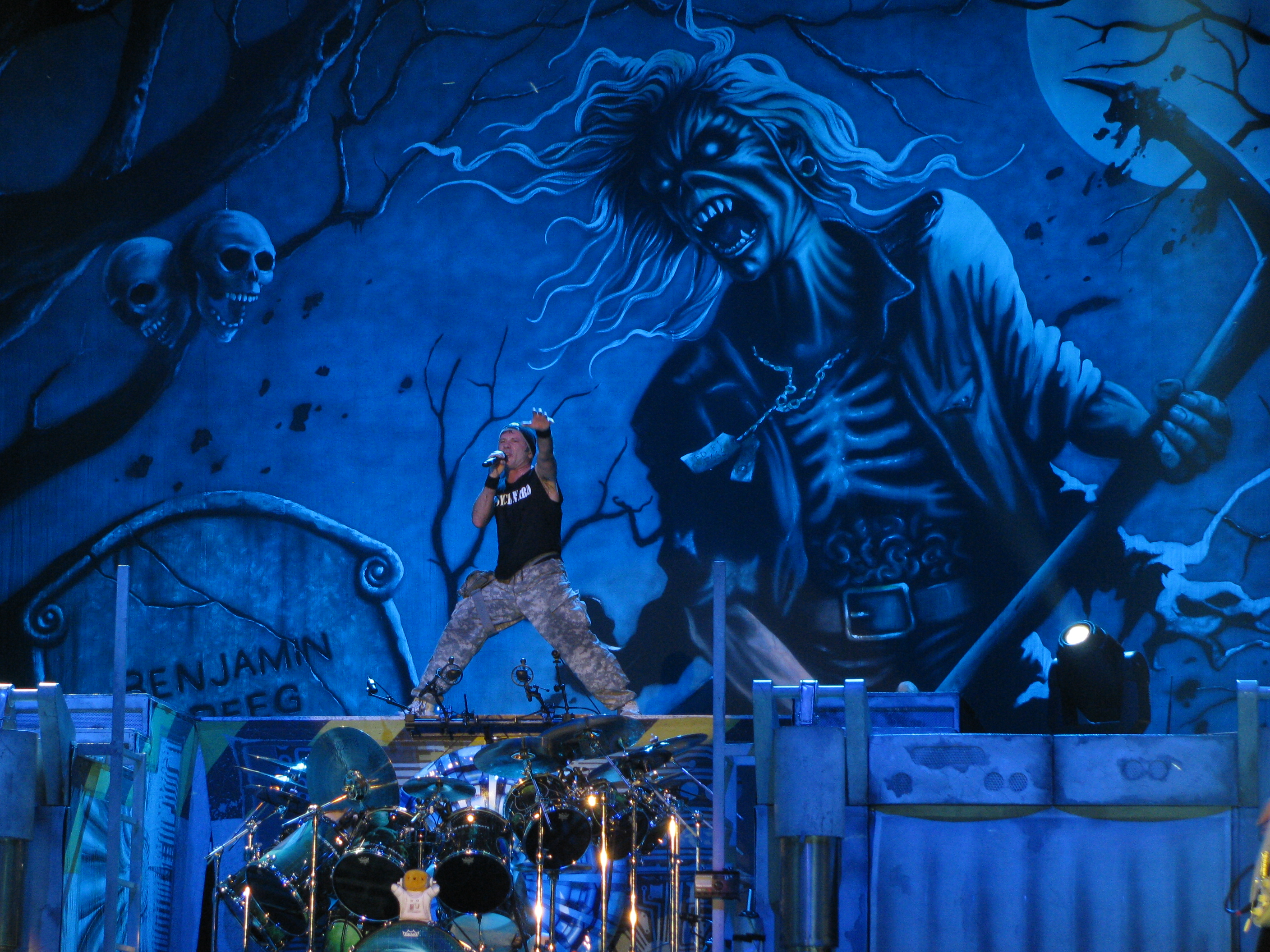
アイアン・メイデンと"エディ"のイラスト（2010年撮影）

アイアン・メイデンのゾンビ・マスコット"エディ・ザ・ヘッド"（通称エディ）を生み出した事で知られる。
1970年代末、バンド側がデビューアルバムに使うジャケットデザインの担当者を検討していたところ、当時流行していたパンク・ファッションをモチーフにリッグスが描いたゾンビのイラストがバンド側スタッフの目に止まり、それに改良を加えたものが当人も含め採用の決め手だった。
結果、アイアン・メイデンの媒体全編に使用され続け、その後のセールスに大きく貢献した。

## アルバム・カバーアート / アートワーク作品一覧

### アイアン・メイデン
IRON MAIDEN
アルバム・ビデオ
- 『鋼鉄の処女 - Iron Maiden』（1980年）
- 『キラーズ - Killers』（1981年）
- 『魔力の刻印 - The Number of the Beast』（1982年）
- 『頭脳改革 - Piece of Mind』（1983年）
- 『パワースレイヴ〜死界の王、オシリスの謎〜 - Powerslave』（1984年）
- 『死霊復活 - Live After Death』- Live盤・ビデオ盤（1985年）
- 『サムホエア・イン・タイム - Somewhere in Time』（1986年）
- 『12 Wasted Years - 12 Wasted Years』- ビデオ盤（1987年）
- 『第七の予言 - Seventh Son of a Seventh Son』（1988年）
- 『メイデン・イングランド - Maiden England』- ビデオ盤（1989年）
- 『ファースト・テン・イヤーズ - The First Ten Years』- Box set（1990年）
- 『ノー・プレイヤー・フォー・ザ・ダイイング - No Prayer for the Dying』（1990年）
- 『リアル・ライヴ・ワン - A Real Live One』- Live盤（1993年）
- 『ア・リアル・デッド・ワン - A Real Dead One』- Live盤（1993年）
- 『ライジング・ヘル - Raising Hell』- ビデオ盤（1994年）
- 『ベスト・オブ・ザ・ビースト - Best of the Beast』- コンピレーション盤（1996年）
- 『エディーズ・ヘッド - Eddie's Head』- Box set（1998年）
- 『ブレイヴ・ニュー・ワールド - Brave New World』（2000年）
- 『偉大なるエディ 〜 グレイテスト・ヒッツ - Edward the Great』- コンピレーション盤（2002年）
- 『時空の覇者 Somewhere Back In Time - Somewhere Back in Time』- コンピレーション盤（2008年）
- 『メイデン・イングランド - Maiden England』- DVD盤（2013年）

シングル・EP
- 『ランニング・フリー - Running Free』（1980年）
- 『聖地へ - Sanctuary』（1980年）
- 『トワイライト・ゾーン - Twilight Zone』（1981年）
- 『バーガトリー - Purgatory』（1981年）
- 『メイデン・ジャパン - Maiden Japan』- EP（1981年）
- 『誇り高き戦い - Run to the Hills』（1982年）
- 『魔力の刻印 - The Number of the Beast』（1982年）
- 『イカルスの飛翔 - Flight of Icarus』（1983年）
- 『明日なき戦い - The Trooper』（1983年）
- 『悪夢の最終兵器（絶滅2分前）- 2 Minutes to Midnight』（1984年）
- 『撃墜王の孤独 - Aces High』（1984年）
- 『誇り高き戦い (Live) - Run to the Hills (Live)』（1985年）
- 『ウエイステッド・イヤーズ - Wasted Years』（1986年）
- 『ストレンジャー・イン・ア・ストレンジ・ランド - Stranger in a Strange Land』（1986年）
- 『キャン・アイ・プレイ・ウィズ・マッドネス - Can I Play with Madness』（1988年）
- 『ジ・イーヴル・ザット・メン・ドゥ - The Evil That Men Do』（1988年）
- 『透視能力者 - The Clairvoyant』（1988年）
- 『インフィニット・ドリームス - Infinite Dreams (Live)』（1989年）
- 『ホーリー・スモーク - Holy Smoke』（1990年）
- 『ブリング・ユア・ドーター - Bring Your Daughter... to the Slaughter』（1990年）
- 『ビー・クイック・オア・ビー・デッド - Be Quick or Be Dead』（1992年）
- 『エンジェル・アンド・ギャンブラー - The Angel and the Gambler』- 限定レコード盤（1998年）

### アーティスト
アルファベット順
Alvin Lee - アルヴィン・リー
- 『RX5』（1981年）

Artension - アーテンション
- 『Future World』（2004年）

Bruce Dickinson - ブルース・ディッキンソン
- 『アクシデント・オブ・バース - Accident of Birth』（1997年）

Budgie - バッジー
- 『Nightflight』（1982年）

Chris Catena
- 『Discovery』（2008年）

Crimson Reign
- 『Calling』（2013年）

Destiny
- 『Atomic Winter』（1988年）

Dick Morrissey & Jim Mullen
- 『Cape Wrath』（1979年）

Ethan Brosh
- 『Out of Oblivion』（2009年）
- 『Conspiracy』（2018年）

Gallows Pole
- 『Exorcism』（2011年）

Gamma Ray - ガンマ・レイ
- 『Power Plant』（1999年）
- 『Blast from the Past』（2000年）

Gillman
- 『Cuauhtemoc』（2003年）

Guardians of Time
- 『Edge of Tomorrow』（2001年）

Heart of Cygnus
- 『Utopia』（2007年）

Impellitteri - インペリテリ
- 『Pedal to the Metal』（2004年）

Kotipelto
- 『Waiting for the Dawn』（2002年）

Max Middleton & Robert Ahwai
- 『Another Sleeper』（1979年）

Saurom Lamderth
- 『El guardián de las melodías perdidas』（2001年）

Scattle
- 『Shine』（2020年）

Stratovarius - ストラトヴァリウス
- 『インフィニット - Infinite』（2000年）
- 『インターミッション - Intermission』（2001年）
- 『エレメンツ・パート1 - Elements, Pt. 1』（2003年）
- 『エレメンツ・パート2 - Elements, Pt. 2』（2003年）

Swollen Members
- 『Heavy』（2003年）

Takara
- 『Perception of Reality』（2001年）

The Iron Maidens
- 『World's Only Female Tribute to Iron Maiden』（2005年）

Timo Tolkki - ティモ・トルキ
- 『ヒム・トゥ・ライフ - Hymn to Life』（2000年）

Twisted Tower Dire
- 『Crest of the Martyrs』（2003年）

Valhalla
- 『Once upon a Time』（2001年）

Vitalij Kuprij - ヴィタリ・クープリ
- 『Forward and Beyond』（2004年）

White Wizzard
- 『White Wizzard』- EP（2008年）
- 『High Speed GTO』- EP（2009年）
- 「Marathon Of Dreams」- シングル（2014年）

Zonata
- 『Reality』（2001年）

V.A.
- 『A Tribute To Iron Maiden's "Somewhere In Time"』（2012年）